# Друза (минералогия)

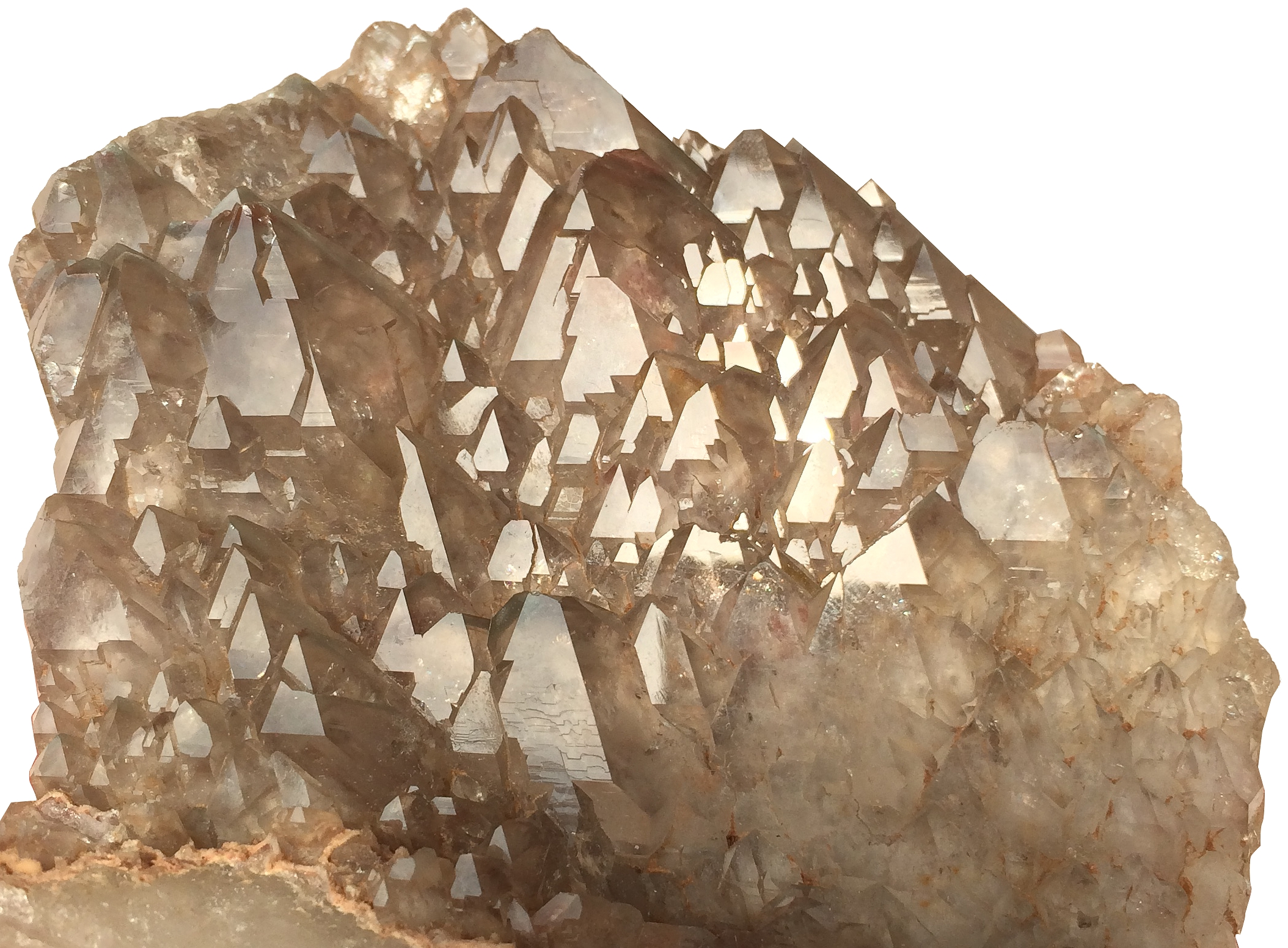
Щётка горного хрусталя. Приполярный Урал

Друза (от нем. Druse «щётка») — минеральный агрегат, представляющий собой совокупность произвольно сросшихся между собой индивидов, наросших на общее основание.

## Описание
По мере роста друзы происходит зарастание наклонно ориентированных индивидов; при этом друзы постепенно приобретают вид так называемых кристаллических щёток, или, при продолжительном развитии, — параллельно-шестоватого агрегата первого типа.
Друзы выстилают стенки пустот разнообразных форм и происхождения. Они слагают стенки многих жеод, открытых полостей рудных и альпийских жил, нарастают на стенках трещин, встречаются в открытых полостях среди магматических, метаморфических и осадочных пород. Агрегаты в виде друз кристаллов характерны для многих минералов — кварца, кальцита, флюорита, пирита, барита, полевых шпатов, гранатов и др.